# Pierre Bellemare
Pour les articles homonymes, voir Bellemare.
Pierre Bellemare est un écrivain, homme de radio, chanteur, conteur, animateur et producteur de télévision français, né le 21 octobre 1929 à Boulogne-Billancourt (Seine, aujourd'hui Hauts-de-Seine) et mort le 26 mai 2018 à Suresnes (Hauts-de-Seine).
Il est un pionnier de programmes de radio et de télévision comme producteur et animateur, ayant notamment créé vingt-deux jeux télévisés pour la télévision française.
Ses nombreux écrits (notamment des recueils d'histoires vraies), sa voix grave et chaleureuse, ses talents de conteur et ses nombreuses émissions ont marqué le paysage audiovisuel français. Il a aussi œuvré à la création du club de football du Paris Saint-Germain en 1970.

## Biographie

### Origines, jeunesse et formations
Son père s'appelle également Pierre Bellemare. À son retour de la Première Guerre mondiale pendant laquelle il est prisonnier, celui-ci apprend que sa famille, notable en Algérie, est ruinée pour avoir investi toute sa fortune dans les emprunts russes ; féru de musique et de poésie, il se lance dans le commerce de livres anciens.
Sa mère, Claudia Clément, est couturière à Montmartre.
Pierre Lucien Henri Bellemare a deux sœurs : Jacqueline (1919-1995), épouse de Pierre Hiegel (et mère de Catherine Hiegel), et Christiane, née en 1921 et morte d'une phtisie galopante en 1934.
Il fait des études au collège Sainte-Barbe puis, à partir de la classe de quatrième à l'École alsacienne de Paris. En 1940, alors âgé de 11 ans, il est témoin depuis la voiture de ses parents — tassé à l'arrière à côté de sa mère et de sa sœur — de l’exode massif des Français fuyant l'invasion allemande de la France.
En dépit de l'interdiction des forces occupantes allemandes, en 1941, Pierre Bellemare rallie clandestinement la « Trente-huitième », une troupe de scouts de sa paroisse, les Compagnons de Saint-Dominique. Catholique, il sera profondément marqué par le scoutisme, jouant au résistant. Il est aussi réquisitionné durant l'été 1945 pour accueillir, à l'hôtel Lutetia, les rescapés des camps de concentration.
Il a dix-sept ans lorsque sa mère meurt d'une sclérose en plaques. Il n'obtient pas son baccalauréat et tombe amoureux au lycée de Micheline Grillon, qu'il veut épouser : pour ce faire, il lui faut absolument trouver un travail.
Il devient alors l'assistant de son beau-frère, Pierre Hiegel, chargé des programmes au sein de Radio Service, une société privée qui produit des émissions pour Radio Luxembourg. C'est le début de son attirance pour le milieu des médias, où il souhaite désormais faire carrière. Un an plus tard, en 1948, Pierre Hiegel le fait entrer à la Radiodiffusion française en qualité de technicien auxiliaire. Dans cette entreprise, il fait la rencontre de celui qui lance sa carrière d'animateur à la radio et à la télévision : Jacques Antoine, alors patron de Radio Service. Ce dernier lui confie en 1950 l'animation d'une émission radiophonique et en 1954, celle d'un jeu télévisé, Télé Match.

### Carrière professionnelle

#### Longévité
Au cours de sa longue carrière, Pierre Bellemare a fait en tant qu'animateur et producteur, des émissions variées dans presque tous les postes de radios périphériques, mais également pour la RTF, l'ORTF, Antenne 2, TF1 et FR3, M6, RTL9, AB3, AB4, NT1, HD1, et des chaînes du câble.
Peu avant sa mort, il fut l'animateur de télévision français encore en activité à la fois le plus âgé et ayant la plus grande ancienneté à l'écran, sa voix grave et ses émissions ayant marqué le paysage audiovisuel français pendant des décennies.

#### Radio
Introduit comme grouillot par son beau-frère Pierre Hiegel en 1948 dans une société privée de radiodiffusion, « Radio Service », Pierre Bellemare devient régisseur, puis metteur en ondes sur Paris Inter, son premier feuilleton radiophonique en tant que technicien étant Le bonheur est pour demain (titre de son autobiographie en 2011). Il produit et anime de nombreuses émissions, à la radio et à la télévision. En 1951, il invente, avec Jacques Antoine et Jean-Jacques Vital, des jeux tels que Cent francs par seconde, La Chose pour Radio Luxembourg, puis rejoint Europe no 1 en 1955.
En 1955, Jacques Antoine, directeur de Radio Service, lui propose d'animer sur Europe 1 avec Louis Merlin, l'émission Vous êtes formidables qui se propose de faire appel à la solidarité des auditeurs pour venir en aide aux sans-logis. Il est d'ailleurs le premier animateur à faire appeler le public par téléphone[réf. nécessaire]. Il enchaîne ensuite les succès : Les Dossiers extraordinaires, Les Dossiers d'Interpol, Histoires vraies, etc.
De 1969 à 1986, pendant 17 ans, il produit et anime la session de 11-13 heures sur Europe 1 avec notamment Déjeuner Show, La Corbeille ou 20 millions cash ou encore Le Sisco. En 1976, il est brièvement nommé directeur général adjoint de cette station, mais renonce au bout de quelques mois et redevient animateur producteur.
Il va également se faire connaître pour ses talents de conteur. Il « raconte des histoires » insolites lors de ses émissions radiophoniques. S'associant à d'autres journalistes ou écrivains dont Marie-Thérèse Cuny, il a publié une quarantaine de recueils de récits extraordinaires : C’est arrivé un jour, Suspens, L'Année criminelle, Les Amants diaboliques, Les Dossiers d’Interpol, Histoires vraies, etc. Beaucoup de ces récits sont glanés dans les dossiers historiques de la presse quotidienne britannique, où le genre fait partie de la tradition.
De 1992 à 2013, il est l'un des « sociétaires » de l'émission Les Grosses Têtes de Philippe Bouvard sur RTL, sur TF1 (de 1992 à 1997, en première partie de soirée), et Paris Première.

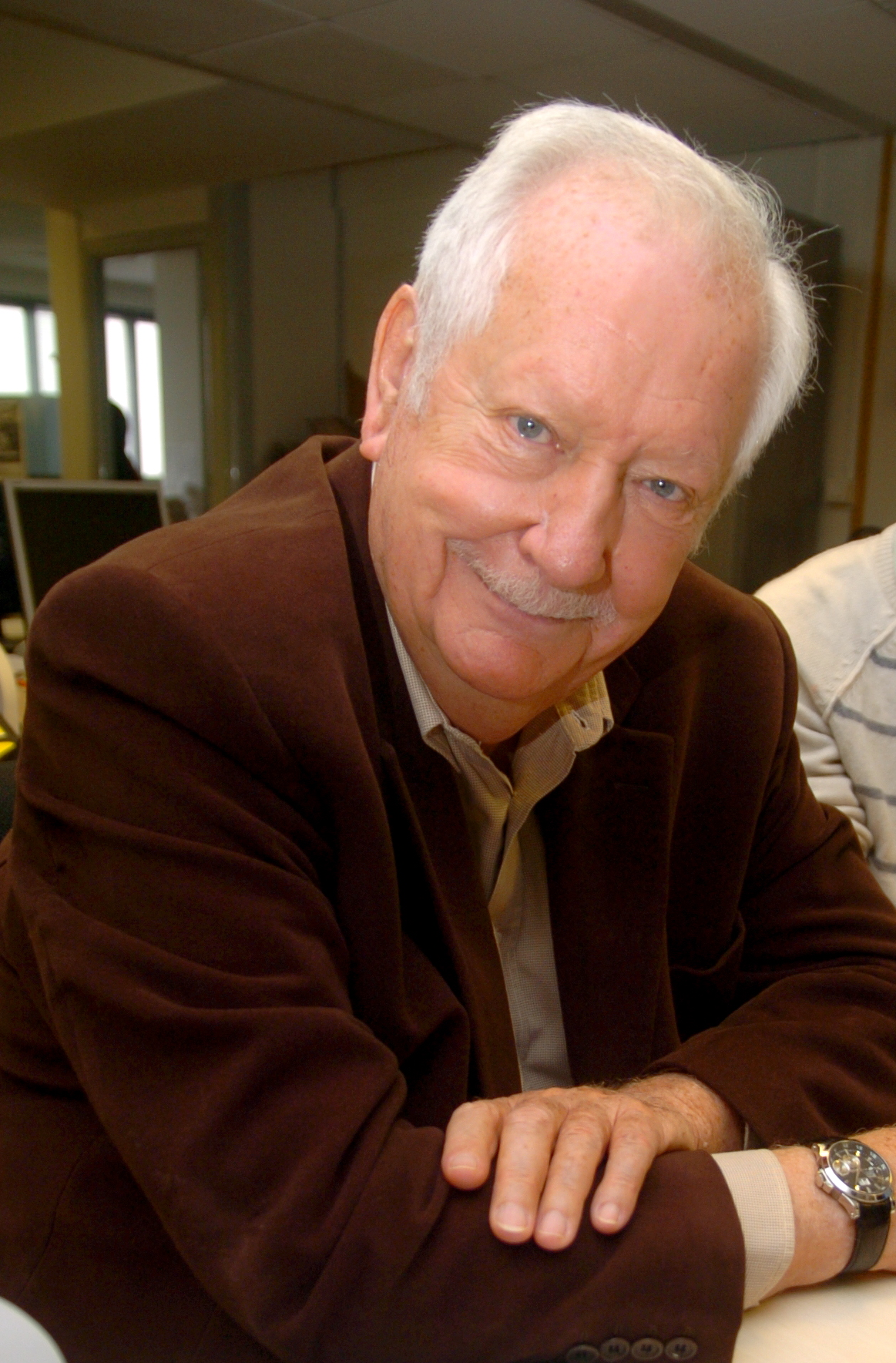
Pierre Bellemare, le 21 octobre 2008 à Paris.

En septembre 2009, il reprend son rôle de conteur sur RTL avec une émission dominicale sur ses célèbres « histoires extraordinaires ».
Sociétaire pendant plus de deux décennies, il quitte Les Grosses Têtes de RTL et devient, à partir du 26 août 2013 jusqu'en 2015, chroniqueur dans l'émission de radio Les pieds dans le plat, diffusée sur Europe 1, et présentée par Cyril Hanouna aux côtés de Valérie Bénaïm.
Pendant la saison 2016-2017, il présente une chronique Les histoires extraordinaires de Pierre Bellemare sur France Bleu Périgord.
Le 20 décembre 2018, Europe 1 inaugure un studio nommé en son honneur, dans ses nouveaux locaux du 15e arrondissement de Paris.
Après avoir rediffusé sur Europe 1 l'émission Les Dossiers extraordinaires pendant l'été 2018, la station continue de diffuser cette même émission la nuit de 2019 à 2021.
En novembre 2023, Europe 1 propose en podcast natif dix récits remastérisés intitulés Les Récits extraordinaires de Pierre Bellemare issus de l'émission Les Dossiers extraordinaires diffusée en 1975 et 1976,.

#### Télévision
En 1954, Pierre Bellemare crée, avec André Gillois et Jacques Antoine, l'un des tout premiers jeux télévisés, Télé Match, qu'il coprésente avec Roger Couderc et qui est diffusé sur RTF Télévision à compter du 25 octobre 1954.
En 1957, après un voyage aux États-Unis, il importe l'usage du prompteur en France.
En 1958, il est le premier animateur-producteur à créer sa propre société[réf. nécessaire].
En 1960, une des séquences du jeu Télé Match (qui s'arrêtera en juin 1961) devient une émission à part entière : La Tête et les Jambes qui est l'un des jeux les plus célèbres et populaires de la télévision française. Roger Couderc y assure les rattrapages sportifs. Le jeu, diffusé sur RTF Télévision et la Première chaîne de l'ORTF, est décliné en plusieurs versions entre 1964 et 1970 : Champions, Pas une seconde à perdre et Cavalier seul. Arrêté en 1966, La Tête et les Jambes revient sur Antenne 2 en 1975, Bellemare en assurant la présentation jusqu'en 1976.
Durant les années 1960 et 1970, il enchaîne les émissions de jeux et divertissement, dont l’une des plus célèbres est La Caméra invisible, qu'il crée avec Jacques Rouland. Inspirée par la séquence Gardez le sourire sur Europe 1 en 1963 et adaptée de l'émission américaine Candid Camera, cette émission humoristique, qu'il présente avec Jacques Rouland, Jean Poiret, Pierre Tchernia, Jean-Paul Blondeau, avec la participation de Jacques Legras, est diffusée sur la deuxième chaîne de l'ORTF à partir du 30 avril 1964, puis bascule sur la première chaîne de l'ORTF le 1er janvier 1965. Elle s'arrête après une cinquantaine de numéros.
Sur la première chaîne de l'ORTF, il présente le jeu Rien que la vérité en 1971. De 1971 à 1972, il anime Entrez… sans frapper, une émission mêlant des jeux (tels que le Ni oui ni non), des défis et des variétés, avec des invités célèbres. En 1975, il présente le jeu Pièces à conviction[à développer].
En 1979, il arrive sur TF1 et présente des programmes dans des registres différents : tout d'abord le magazine de faits divers C'est arrivé un jour. Alors que Guy Lux cartonne avec son Top Club sur Antenne 2, TF1 lance pour le concurrencer, Les Paris de TF1 en 1980. Le programme composé de jeux et de variétés est arrêté en 1981. Bellemare présente ensuite Vous pouvez compter sur nous. De 1982 à 1983, il présente J'ai un secret, le dimanche à 19 h 30. Dans cette émission, trois invités doivent découvrir le secret d'un téléspectateur à l'aide de questions et d'un film.
De septembre 1984 à juin 1986 sur FR3, il présente l'émission Au nom de l'amour, qui permet à des personnes de retrouver des êtres chers.
En 1987, jugé trop âgé, il n'a plus d'engagement à la télévision et à la radio. Il produit cependant, Puisque vous êtes chez vous, deux heures de jeux et de divertissement le matin sur TF1 pour contrer Télématin et Matin Bonheur sur Antenne 2. Après avoir présenté quelques numéros, Danièle Gilbert quitte la présentation avec l'arrivée de la nouvelle direction due à la privatisation de la chaîne. S’inspirant du concept américain de Home Shopping Network, il crée alors sur TF1 la première émission française de télé-achat, Le Magazine de l'objet (qu'il coprésente avec Maryse Corson). Un an plus tard, le 17 octobre 1988, le programme devient Téléshopping. Il fonde la même année la société de production Home Shopping Service.
En 1988, il profite de l’apparition des télévisions privées pour produire des émissions équivalentes sur d’autres chaînes : M6 Boutique sur M6 présenté par son fils Pierre Dhostel. Pierre Bellemare quitte Téléshopping avec ses coanimateurs Maryse Corson et Grégory Frank en septembre 1994. Laurent Cabrol et Catherine Falgayrac reprennent alors la présentation de l'émission. En 1997, il est condamné en tant qu'ancien PDG de la société Home Shopping Service à 50 000 francs d'amende pour « publicité mensongère ou de nature à induire en erreur » pour avoir vanté dans le cadre de l'émission de téléshopping M6 Boutique, une crème amincissante. Tout en présentant le Club télé-achat sur Paris Première, il crée en 1998 la première chaîne entièrement consacrée au télé-achat 24/24 : LTA, une chaîne diffusée depuis la Belgique à Gosselies.
Entre 1992 et 1994, il est chroniqueur régulier dans l'émission Coucou c'est nous !, présentée par Christophe Dechavanne et Patrice Carmouze et diffusée en access prime-time sur TF1. Il y raconte des « histoires extraordinaires » et participe aux tests d'objets et à des sketchs.
Cette exposition médiatique lui permet de revenir sur le devant de la scène. Il collabore ainsi à l'émission de Michel Drucker Studio Gabriel, entre 1994 et 1996 dans le créneau très concurrentiel de l'avant-soirée.
Entre mai 1999 et mai 2000, il coprésente avec Noëlla Finzi en première partie de soirée sur France 3, Les Bêtises de M. Pierre, un divertissement composé de bêtisiers, de caméras cachées et de gags des télévisions du monde entier avec des invités. L'émission connait plusieurs spéciales dont 50 ans de bêtises de M. Pierre, diffusée le 21 décembre 1999.
En 2005 pendant quelques semaines, Pierre Bellemare présente du lundi au vendredi sur France 3 de 13 h 55 à 15 h deux docu-fictions : Histoires incroyables suivi d'Histoires mystérieuses. À partir du 4 septembre 2005, il présente Les Enquêtes impossibles sur RTL9, tous les samedis soir à 19 h 20, jusqu'en 2006 ; cette émission présente faits divers et étrangetés. La suite des Enquêtes impossibles est ensuite transférée d'abord sur NT1, puis sur AB3 et AB4, sur HD1 et enfin sur RTL9.
De septembre 2009 à juin 2011, il est présent en tant que juge et arbitre dans le jeu télévisé En toutes lettres, présenté par Julien Courbet sur France 2.
Il présente une série de documentaires sur la Seconde Guerre mondiale, Pierre Bellemare raconte… la Seconde Guerre mondiale, diffusée en 2013.
Le 14 avril 2018, il fait sa dernière apparition télévisée en tant que présentateur du vingt-cinquième anniversaire de Groland dans le documentaire « Top 25 GRD » sur Canal+.

#### Producteur
En 1958, Pierre Bellemare fonde la société de production Tecipress (Télé/cinéma/presse). Elle sera rachetée par M6 en 1996.
En 1987, il fonde la société Home Shopping Service avec Roland Kluger.
En 1997, il fonde la société PBRT (Pierre Bellemare Radio Télévision).[réf. souhaitée]

### Vie privée
Le 28 avril 1951, Pierre Bellemare épouse Micheline Grillon (1927-2013). Ils ont deux enfants : Françoise Louise Bellemare, avocate au barreau de Paris, et Pierre Dhostel, animateur de télévision.
En 1960, il rencontre Roselyne Bracchi, âgée de dix-huit ans, (1941-2024) dont il tombe amoureux, et mène pendant plus de dix ans une double vie qu'il relate dans son autobiographie, Ma vie au fil des jours (nov. 2016). Une fille naît  le 7 décembre 1970 de cette union, Maria-Pia Bellemare, devenue metteuse en scène. En 1972, il dévoile la vérité à Micheline. Elle lui demande alors de quitter le domicile familial. Il part vivre avenue de Breteuil avec Roselyne. Après le divorce prononcé à ses torts, il épouse discrètement Roselyne le 7 juillet 1976. En 1999, ils deviennent propriétaires d'un manoir dans le Périgord.
Il résida à Neuilly-sur-Seine et possèdait deux maisons dans la commune de Vergt-de-Biron, près de Monpazier en Dordogne.

#### Mort

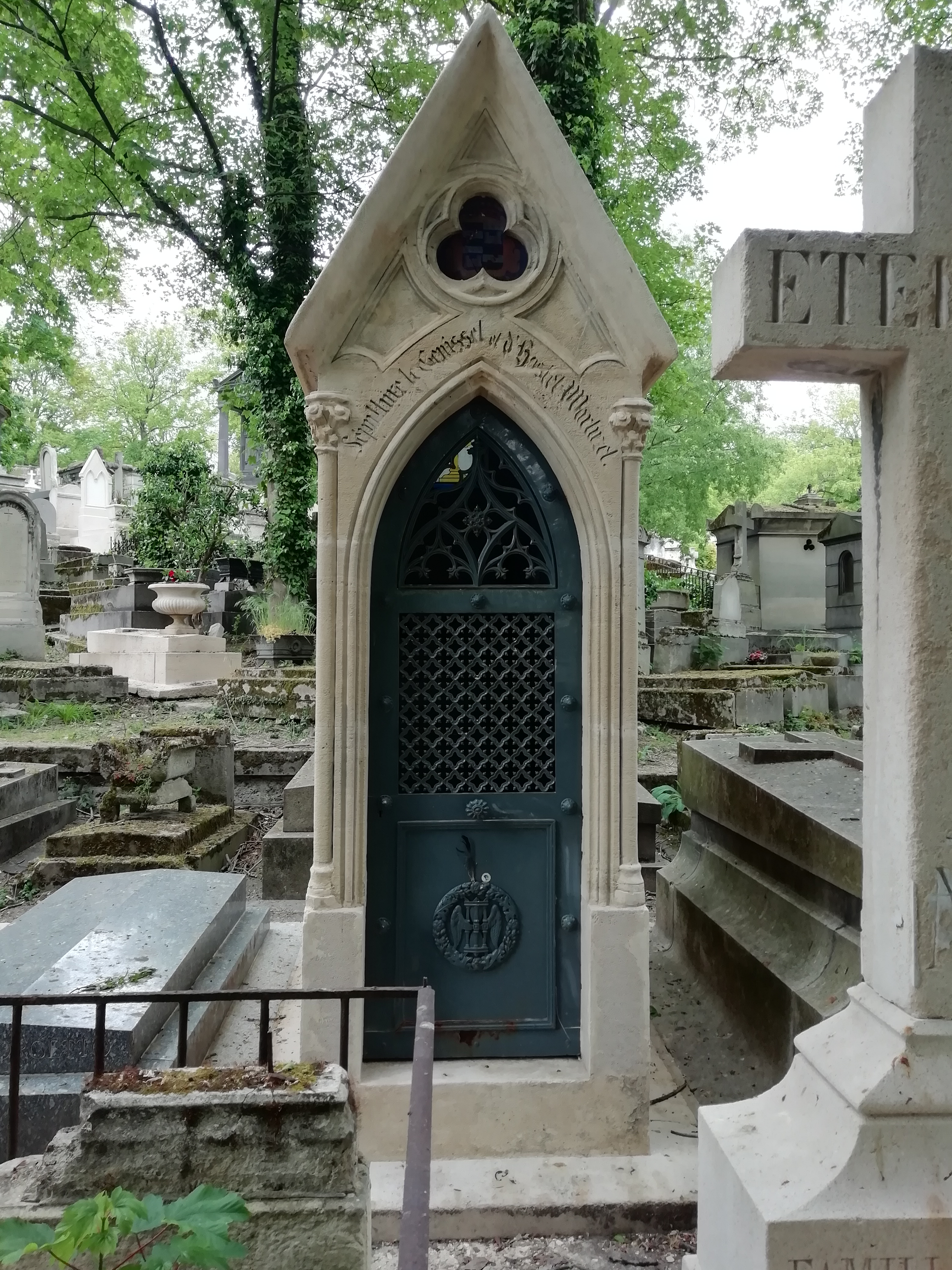
Tombe de Pierre Bellemare au cimetière du Père-Lachaise (division 5).

En 2011, il est victime d'un malaise cardiaque. Les médecins découvrent qu'il a subi un accident vasculaire cérébral dont il garde une séquelle : la perte de la vision périphérique à gauche.
Il meurt le 26 mai 2018 à l'hôpital Foch à Suresnes, à l'âge de 88 ans. Ses obsèques se déroulent le 31 mai à l'église Saint-Roch, la « paroisse des artistes ». Il est incinéré et ses cendres sont déposées dans la chapelle familiale au cimetière du Père-Lachaise (5e division),.

## Engagement pour le PSG
En 1970, Pierre Bellemare œuvre directement à la création du club de football le Paris Saint-Germain pour lequel il a lancé une campagne de financement, via une émission spéciale de Vous êtes formidable sur Europe 1. En effet, à cette époque, le rapprochement entre les clubs du Paris Football Club et du Stade saint-germanois n'arrive pas à se réaliser en raison de multiples blocages,.
À l'initiative du président de l'époque d’Europe 1 et du futur président du PSG, Guy Crescent, l'animateur utilisa son émission pour prendre l'avis des Parisiens et lancer un appel aux dons. Son initiative reçut plus de 20 000 soutiens de la part du public et réunit l'équivalent de près d’un million de francs (842 000 francs en 1970, soit environ un million d'euros en 2023), Bellemare étant aidé dans sa tâche par plusieurs artistes français, présents sur les points de souscription, comme Enrico Macias ou Mireille Mathieu. Ce succès inespéré déboucha sur la création du club quelques mois plus tard, l'association PFC (Paris Football Club) devenant le Paris Saint-Germain,.
Le jour de l'annonce de sa mort, le club parisien le remercie sur les réseaux sociaux, rendant « hommage à Pierre Bellemare, figure emblématique de la radio et de la télévision, qui a grandement participé à la naissance du club en 1970, ».

## Récapitulatifs

### Ouvrages
Romans

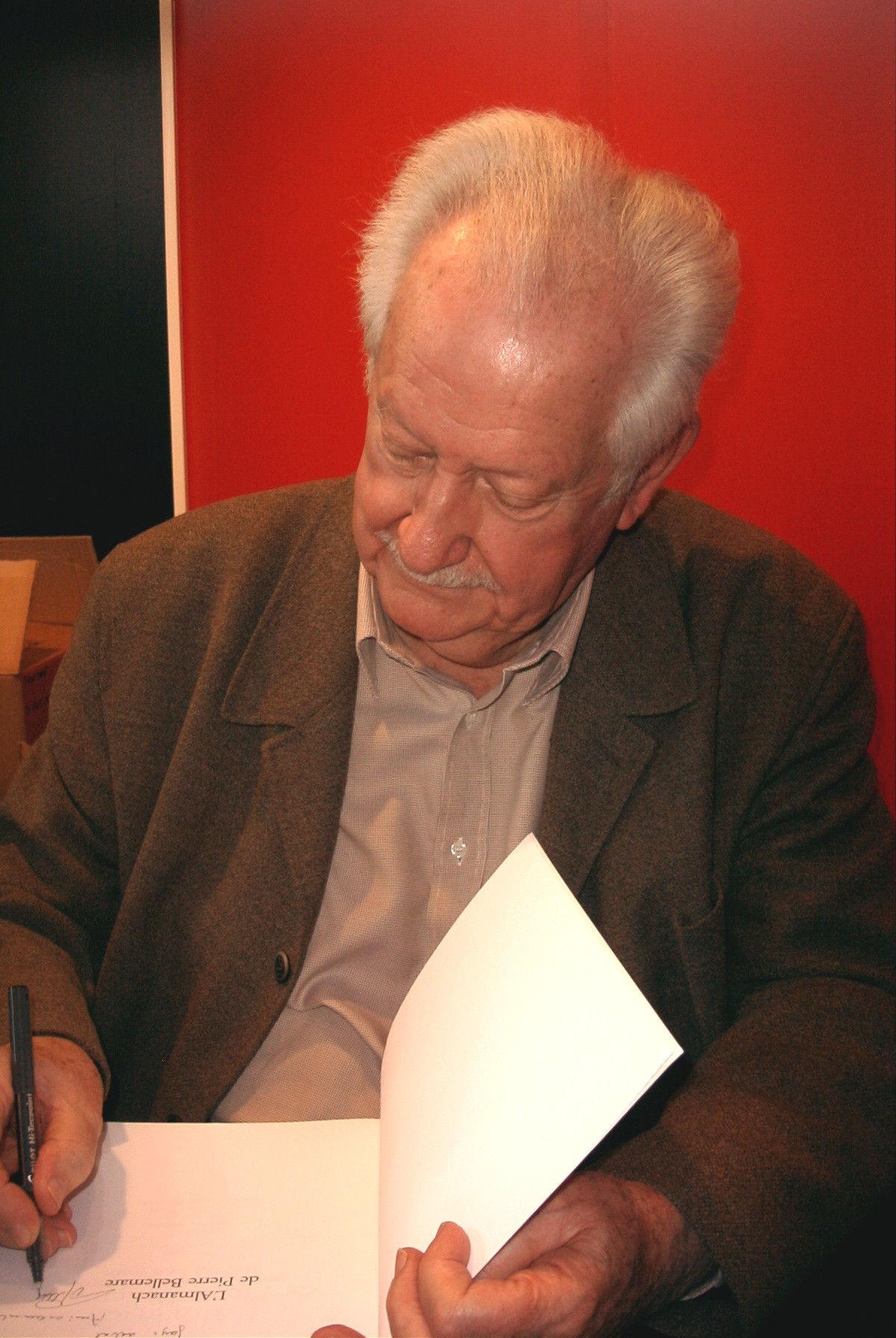
Pierre Bellemare au salon du livre de Paris 2007.

- La Fourmilière, avec Grégory Frank (Éditions no 1, 1987)
- Nul ne sait qui nous sommes, avec Grégory Frank (Albin Michel, 2007)

Récit
- Histoire d'une petite vallée qui peut-être n'existe plus, avec Jacques Floran (Stock / Éditions no 1, 1978)
- Le bonheur est pour demain, souvenirs au long cours (Flammarion, 2011)

Autobiographie
- Ma vie au fil des jours (Flammarion, 2016)

Préface
- Jack l’éventreur, le secret de Mary Jane K. de Philippe R. Welté (Alban - 2006)
- André Claveau, ne m'oubliez pas" de Pierre-Yves Paris (ABM Editions - 2014)

Recueils d'histoires vraies
La plupart des livres de cette liste sont des collaborations avec Marie-Thérèse Cuny ou Jean-François Nahmias ; Pierre Bellemare n'ayant pas écrit ses livres seul.
- Les Dossiers extraordinaires (Fayard, 1976) (3 volumes chez Famot en 1979)
- Les Nouveaux dossiers extraordinaires (Fayard, 1977) (3 volumes chez Famot en 1979)
- Les Aventuriers, (Fayard, 1978)
- Les Aventuriers, nouvelle série (Fayard, 1978) (3 volumes chez Famot en 1979)
- Les Dossiers d'Interpol, vol. 1 (Éditions no 1, 1979)
- Les Dossiers d'Interpol, vol. 2 (Éditions no 1, 1979)
- Les Dossiers d'Interpol, vol. 1 à 5 (Le livre de poche, 1981) (chez Famot 6 tomes, 1-1 à 3 et 2-1 à 3, la même année)
- C'est arrivé un jour vol.1 (Édition no 1 , 1980)
- C'est arrivé un jour vol.2 (Édition no 1 , 1980)
- Histoires vraies, vol. 1 (Éditions no 1, 1981)
- Histoires vraies, vol. 2 (Éditions no 1, 1982)
- Histoires vraies, vol. 1 à 5 (Le livre de poche, 1983 et 1984)
- Quand les femmes tuent (Éditions no 1, 1983)
- Suspens vol.1 (Éditions no 1, 1983)
- Suspens vol. 2 (Éditions no 1, 1983)
- Les Grands crimes de l'Histoire (Éditions no 1, 1984), avec Jean-François Nahmias, tome 2 en 2023
- Dossiers secrets (Éditions no 1, 1984)
- Les Tueurs diaboliques (Éditions no 1, 1985), avec Jean-François Nahmias
- Au nom de l'amour : 59 histoires de passion (Éditions no 1, 1985)
- Les Assassins sont parmi nous (Éditions no 1, 1986)
- Marqués par la gloire : 23 destins exceptionnels (Éditions no 1, 1986)
- Histoires chocs (Éditions no 1, 1987)
- Par tous les moyens : 38 histoires bouleversantes de sauvetages (Éditions no 1, 1988)
- Les Crimes passionnels : 50 histoires vraies (TF1 éditions, 1989), avec Jean-François Nahmias (2 tomes chez Pocket en 1990 de 2x25 histoires)
- Nuits d'angoisse : 50 histoires vraies (TF1 éditions, 1990), avec Jean-François Nahmias, 2 tomes, nouvelle édition en 2017
- Les Dossiers incroyables (Éditions no 1, 1990)
- La Peur derrière la porte (2 tomes) (TF1 éditions, 1991) (réédition aux Éditions no 1, 2020)
- Crimes de sang (TF1 éditions, 1991), avec Jean-François Nahmias
- L'Année criminelle : les 80 histoires extraordinaires de l'année (TF1 éditions, 1992), avec Jean-François Nahmias
- L'Année criminelle 2 : les 80 histoires extraordinaires de l'année (TF1 éditions, 1993), avec Jean-François Nahmias
- L'Année criminelle : (Le livre de poche, 1993 tomes 1 et 2, 1995, tomes 3 et 4), avec Jean-François Nahmias
- Instinct mortel : 70 histoires vraies (Albin Michel-TF1 éditions, 1994)
- Les Génies de l'arnaque : 80 chefs-d'œuvre de l'escroquerie (Albin Michel, 1994)
- Instinct mortel : 34 + 36 histoires vraies (Le livre de poche, 2 tomes, 1996)
- Instant crucial : les stupéfiants rendez-vous du hasard (Albin Michel, 1996)
- Issue fatale : 75 histoires extraordinaires (Albin Michel, 1996)
- Possession : l'étrange destin des choses (Albin Michel, 1996)
- Le Carrefour des angoisses (Les Aventuriers du XXe siècle, tome 1) : 60 récits où la vie ne tient qu'à un fil (Albin Michel, 1997), avec Jean-François Nahmias
- Ils ont vu l'au-delà (Les Aventuriers du XXe siècle, tome 2) : 60 histoires vraies et pourtant incroyables[41] (Albin Michel, 1997), avec Jean-Marc Epinoux
- Journées d'enfer (Les Aventuriers du XXe siècle, tome 3) : 60 récits des tréfonds de l'horreur au sommet du sacrifice (Albin Michel, 1998)
- L'Enfant criminel (Albin Michel, 1998) : 40 récits sur les enfants et adolescent criminels dont « Le cas Mary Bell », avec Jean-François Nahmias
- Les Amants diaboliques : 55 récits passionnément mortels (Albin Michel, 1999)
- L'Empreinte de la bête : 50 histoires où l'animal a le premier rôle (Albin Michel, 2000)
- Survivront-ils ? : 45 suspenses où la vie se joue à pile ou face (Albin Michel, 2001)
- Je me vengerai : 40 rancunes mortelles (Albin Michel, 2001)
- Sans laisser d'adresse : enquête sur des disparitions et des réapparitions extraordinaires (Albin Michel, 2002)
- Destins sur ordonnance : 40 histoires où la médecine va du meilleur au pire (Albin Michel, 2003), avec Jean-François Nahmias
- Crimes dans la soie : 30 histoires de milliardaires assassins (Albin Michel, 2004), avec Jean-François Nahmias
- Les Enquêtes impossibles (enquêtes sur des faits divers étranges, 2004)
- Ils ont osé : 40 exploits incroyables (Albin Michel, 2005), avec Jean-François Nahmias
- Complots : quand ils s'entendent pour tuer, avec Jérôme Equer (Albin Michel, 2006)
- Mort ou vif : Les chasses à l'homme les plus extraordinaires, avec Jean-François Nahmias (Albin Michel, 2007)
- 26 dossiers qui défient la raison, avec Gregory Frank (Albin Michel, 2008)
- La Terrible Vérité : 26 grandes énigmes de l'histoire enfin résolues (Albin Michel, 2008), avec Jean-François Nahmias
- Sur le fil du rasoir, avec Jérôme Equer (Albin Michel, 2009)
- Les Dossiers extraordinaires, tome 3 (Calmann-Levy , 2009)
- Avec Jean-François Nahmias, Kidnappings - 25 rendez-vous avec l’angoisse, Albin Michel, Paris, 2010, 379 p., broché, 15,3 × 24 cm  (ISBN 978-2-226-20613-8)
- Ils ont marché sur la tête : 450 faits divers inouïs, impayables et désopilants (avec Jérôme Equer), Albin Michel, 2010
- L'Enfer : 15 histoires au cœur des mafias et des sectes (Flammarion 2011), avec Jean-François Nahmias
- Incroyable ! Le tour du monde de l'impossible (Flammarion, 2012)
- Enquête sur 25 trésors fabuleux (Flammarion, 2012), avec Jean-François Nahmias
- Les Enquêtes impossibles : 25 crimes presque parfaits (Flammarion 2013), avec Jérôme Equer
- Derniers voyages  (Flammarion 2013), avec Jean-François Nahmias
- C'était impossible ! Et pourtant… (Flammarion 2014) avec Grégory Frank
- Les Tueurs diaboliques (Calmann-Levy , 2015)
- Les Nouvelles Histoires extraordinaires de l'Histoire (First, 2015)
- Trahison (Flammarion, 2015) avec Jean-François Nahmias.
- Curieux objets, étranges histoires (Flammarion, 2016) avec Véronique Le Guen
- Les Nouvelles Histoires extraordinaires de l'Histoire : Tome 2 (First, 2017)
- Criminelles : le mal au féminin - 36 histoires vraies de femmes tueuses à travers les siècles (First, 2017) avec Jean-François Nahmias
- Les meilleurs Dossiers extraordinaires, tomes 1 et 2 (Editions n°1, 2018 et 2019)

Bande dessinée
- Pierre Bellemare raconte, dessins de Jacky Clech', P&T Production
  1. Histoires extraordinaires, 2009  (ISBN 978-2-87265-446-8)
  2. Histoires extraordinaires II : La Vengeance, 2010  (ISBN 978-2-87265-490-1)

Almanachs
- L'almanach de Pierre Bellemare 2004-2005 (2004)
- L'almanach de Pierre Bellemare 2005-2006 (2005)
- L'almanach de Pierre Bellemare 2006-2007 (2006)
- L'almanach de Pierre Bellemare 2007-2008 (Albin Michel, 2007)
- L'almanach de Pierre Bellemare 2008-2009 (Albin Michel, 2008)
- L'almanach de Pierre Bellemare 2009-2010 (Albin Michel, 2009)
- L'almanach de Pierre Bellemare 2010-2011 (Albin Michel, 2010)
- L'almanach de Pierre Bellemare 2016-2017 (Albin Michel, 2015)
- L'almanach de Pierre Bellemare 2017-2018 (Albin Michel, 2016)
- L'almanach de Pierre Bellemare 2018-2019 (Albin Michel, 2017)

Jeux vidéo
- Enigmatika (Answare diffusion, 1984)

Publicité
- Cafés Maurice : Réalisé avec Pierre Tchernia et les Frères Ennemis, la première campagne de publicité pour un café à la télévision[42].

### Filmographie

#### Cinéma
- 1959 : Match contre la mort de Claude Bernard-Aubert, scénario de Pierre Bellemare et Claude Olivier : l'animateur
- 1963 : Cherchez l'idole de Michel Boisrond : lui-même
- 1967 : Alexandre le bienheureux d'Yves Robert : lui-même (présentateur du jeu télévisé Banco)
- 1995 : Trois vies et une seule mort de Raoul Ruiz : le conteur
- 2000 : Le Battement d'ailes du papillon de Laurent Firode : le chauffeur de taxi
- 2005 : Dernier cri, court-métrage de Grégory Morin : Max Pardy
- 2009 : OSS 117 : Rio ne répond plus de Michel Hazanavicius : Armand Lesignac, supérieur d'OSS 117
- 2010 : Un crime hors de prix de Quentin Lestienne, d'après son œuvre
- 2011 : Les Tuche de Olivier Baroux : le maire
- 2018 : À Bientôt Pierre Bellemare de Thomas Dresch et Florence Fourn : lui-même
- 2024 : L'Ennemi public no 0

#### Télévision
- 1978 : De mémoire d'homme, série de Maurice Frydland et Jacques Ertaud (2 épisodes) : l'enquêteur, le narrateur/ le récitant
- 2006 : Trois jeunes filles nues : Lord Cheston, prétendant de Lotte
- 2007 : Trois contes merveilleux : le narrateur
- 2015 : Plus belle la vie : lui-même

### Discographie
- 2011 : Les chansons de ma mémoire (Wagram Music)[43]
- 2016 : Ballades au fil du temps (MCA)

### Radio

#### Sur Europe 1
- 1956-1960 : Vous êtes formidable
- 1962-1963 : Riche sans le savoir
- 1969-1972 : Déjeuner Show
- 1974-1978 : Animation du jeu 20 millions cash
- 1974-1976 : Les Dossiers extraordinaires
- 1977-1978 : Les Aventuriers
- 1978-1980 : Les Dossiers d'Interpol
- 1978 - avril 1981 : animation du jeu Le Sisco
- 1980-1984 : Histoires vraies
- 1981-1982 : animation du jeu Le Tricolore
- 1982-1983 : animation du jeu Tous pour un
- 1983-1986 : animation du jeu La Grande Corbeille
- 1984-1985 : Au nom de l'amour
- 1985-1986 : Les assassins sont parmi nous
- 2013-2015 : Les Pieds dans le plat - chroniqueur

#### Sur Nostalgie
- 1994-1995 : Instant crucial

#### Sur France Bleu
- 1996 : Libre Échange[44]
- 1996 : Méli-mélodies
- 2016-2017 : Les Histoires Extraordinaires de Pierre Bellemare[17] sur France Bleu Périgord

#### Sur RTL
- 1956-1958 : La Chose
- 1959-1960 : Le Rouge et le Noir
- 1959-1960 : Le plus grand bonheur du monde
- 1959-1960 : Suspense
- [Quand ?] : Les Histoires vraies
- 1992-2013 : participe régulièrement à l'émission Les Grosses Têtes
- 2009-2010 : Les Incroyables Histoires de Pierre Bellemare

### Télévision
- 1954-1961 : Télé Match (RTF Télévision)
- 1960-1966 : La Tête et les Jambes, (RTF Télévision) (Première chaîne de l'ORTF)
- 1962-1964 : Le Bon Numéro (RTF Télévision, Première chaîne de l'ORTF)
- 1964-1966 : Champions (Première chaîne de l'ORTF)
- 1964-1971 : La Caméra invisible (RTF Télévision 2, Deuxième chaîne de l'ORTF, Première chaîne de l'ORTF)
- 1966-1968 : Pas une seconde à perdre (Première chaîne de l'ORTF)
- 1968-1970 : Cavalier seul (Première chaîne de l'ORTF)
- 1971 : Rien que la vérité (Première chaîne de l'ORTF)
- 1971-1972 : Entrez… sans frapper (Deuxième chaîne de l'ORTF)
- 1975 : Pièces à conviction (Antenne 2)
- 1975-1976 : La Tête et les Jambes (Antenne 2)
- 1979-1980 : C'est arrivé un jour (TF1)
- 1980-1981 : Les Paris de TF1 (TF1)
- 1981-1982 : Vous pouvez compter sur nous (TF1)
- 1982-1983 : J'ai un secret[45] (TF1)
- 1984-1986 : Au nom de l'amour (FR3)
- 1987 : Parcours d’enfer (TF1)
- 1987-1988 : Le Magazine de l'objet (TF1)
- 1988-1994 : Téléshopping (TF1)
- 1992-1994 : Coucou c'est nous ! (TF1) - chroniqueur
- 1993-1994 : Faut pas pousser (Les pieds dans le plat lors des premières émissions) (TF1)
- 1994-1996 : Studio Gabriel (France 2) - chroniqueur
- 1999-2000 : Les Bêtises de M. Pierre (France 3)
- 2005 : Histoires incroyables de Pierre Bellemare ; Histoires mystérieuses de Pierre Bellemare (France 3)
- 2008-2016 : Les Enquêtes impossibles (NT1)
- 2009-2011 : En toutes lettres (France 2, présenté par Julien Courbet) - arbitre du jeu
- 2013 : Pierre Bellemare raconte la Seconde Guerre mondiale (Toute l'Histoire)
- 2015-2017 : Les Enquêtes impossibles (HD1, puis RTL9)

## Distinctions

### Décorations
- Chevalier de l'ordre du Mérite agricole (2015)[46],[47]
- Chevalier de l'ordre du Mérite maritime (1986, section Gironde)[48]

### Hommages

#### Dans l'art
Un buste de Pierre Bellemare fut réalisé par le sculpteur Daniel Druet.
Le créateur de contenu et mentaliste Fabien Olicard lui dédie une série de vidéos pour lui rendre hommage, appelée "Old Thread", dans laquelle il conte des histoires vraies et insolites dans un format long en reprenant le style de Pierre Bellemare.
Pierre Bellemare était membre de l'Académie Alphonse-Allais.

#### Imitateurs et chansonniers
L'imitateur Laurent Gerra a souvent caricaturé Pierre Bellemare, en faisant notamment des pastiches de l'animateur dans son émission de télé-achat, Le Magazine de l'objet ; Pierre Bellemare se parodiait d'ailleurs lui-même, se pliant de bonne grâce à l'exercice à de multiples reprises,.
Les Nuls ont également parodié Pierre Bellemare dans leur programme TVN 595 en le caricaturant dans un télé-achat.